# Теорема Ґронвала про площу
Теорема Ґронвала про площу — твердження у комплексному аналізі про властивості функцій, що є голоморфними і однолистими на доповненні закритого одиничного круга. Назва теореми пов'язана із геометричною інтерпретацією, яка використовується при доведенні нерівності у твердженні теореми. Теорема є важливою у теорії однолистих функцій. Зокрема за її допомогою доводиться нерівність Бібербаха і теорема Кебе про чверть.
Доведена шведським математиком Томасом Ґронвалом у 1914 році.

## Твердження
Нехай голоморфна функція
{\displaystyle g(z)=z+a_{1}z^{-1}+a_{2}z^{-2}+\cdots }
є однолистою на |z| > 1. Тоді
{\displaystyle \sum _{n\geqslant 1}n|a_{n}|^{2}\leqslant 1.}

## Доведення
При доведенні розглядається образ відображення {\displaystyle g(z).} Доповнення до області значень цієї функції матиме невід'ємну площу, що і використовується при доведенні. 
Для кола {\displaystyle |z|=r,\ r>1} образом при дії функції g буде аналітична замкнута проста крива рівняння якої буде {\displaystyle w=w(t)=g(re^{it}),} де {\displaystyle z=re^{it}.}Обчислимо площу А скінченної області, що обмежена цією кривою, вважаючи {\displaystyle w=u+iv:}
{\displaystyle {\begin{aligned}A=\int _{0}^{2\pi }uv'dt=&\int _{0}^{2\pi }{w(t)+{\bar {\omega }}(t) \over 2}\cdot {w'(t)-{\bar {\omega }}'(t) \over 2}dt=\\&\int _{0}^{2\pi }\left({re^{it}+re^{-it} \over 2}+\sum _{n=1}^{\infty }{a_{n}e^{-int}+{\bar {a}}_{n}e^{int} \over 2r^{n}}\right)\cdot \left({re^{it}+re^{-it} \over 2}-\sum _{n=1}^{\infty }{na_{n}e^{-int}+n{\bar {a}}_{n}e^{int} \over 2r^{n}}\right)dt\end{aligned}}}
Здійснивши обчислення і помітивши, що в результаті інтегрування пропадуть всі члени, які містять {\displaystyle e^{it}} в цілій степені, не рівній нулю отримаємо:
{\displaystyle A=\pi r^{2}-\pi \sum _{n=1}^{\infty }{\frac {n|a_{n}|^{2}}{r^{2n}}}} і враховуючи додатність цієї площі то також  {\displaystyle \sum _{n=1}^{\infty }{\frac {n|a_{n}|^{2}}{r^{2n}}}<r^{2}.}
Ряд {\displaystyle \sum _{n=1}^{\infty }n|a_{n}|^{2}}є збіжним. В іншому випадку його сума була б нескінченною і тому для будь-якого M > 1 сума перших N доданків була б більшою за M для деякого N. Тоді обираючи r можна також зробити, що {\displaystyle \sum _{n=1}^{\infty }{\frac {n|a_{n}|^{2}}{r^{2n}}}>M,} що суперечить попереднім нерівностям, якщо також вибрати r для якого r2 < M)
Переходячи до границі для {\displaystyle r\to 1} остаточно {\displaystyle \sum _{n\geqslant 1}n|a_{n}|^{2}\leqslant 1.}